# حروف مشبهه
حروف مشبهه بالفعل که به حروف مُشَبَّهِه نیز شناخته می‌شود، حروفی است که بر جمله اسمیه داخل می‌شوند و به آن جمله، معنای تأکیدی و اعراب کلمات را تغییر می‌دهند...

## انواع
انواع حروف مشبهه عبارتند از:
```
         إنَّ-أنَّ-کأنَّ-لَیْتَ-لٰکِنَّ-لَعَلَّ
```

- إنَّ: تأکید وقوع خبر برای اسم
- اَنَّ: ربط دو جمله یا عبارت / تکمیل معنای عبارت قبل
- کأنَّ: تشبیه کردن اسم به خبر
- لکِنَّ: رفع ابهام از اسم و خبر
- لَعلَّ: امید ممکن برای رسیدن به چیزی یا کراهت داشتن از وقوع چیزی
- لَیتَ: آرزوی محال وقوع خبر[۲]

## عملکرد
این حروف بر سر مبتدا و خبر داخل می‌شود و مبتدا را به عنوان اسمِ خود نصب داده و باعث مرفوع شدن خبر می‌شود.